# Последний полёт Амелии Эрхарт
«Последний полёт Амелии Эрхарт» — телефильм, основанный на реальных событиях.

## Сюжет
Фильм рассказывает о последнем полёте в жизни легендарного американского авиатора, одной из первых женщин-пилотов, Амелии Эрхарт. Вместе со штурманом Фредериком Нунаном 20 мая 1937 года она отправилась в кругосветное путешествие, пытаясь облететь земной шар вдоль экватора. Им это почти удалось, однако в районе между Папуа — Новой Гвинеей и островом Хоуленд (в центре Тихого океана) их самолёт пропал. Судьба экипажа так и осталась неизвестной.

## В ролях
- Дайан Китон — Амелия Эрхарт
- Рутгер Хауэр — Фредерик Нунан
- Брюс Дерн — Джордж Патмен
- Пол Гилфойл — Пол Манц
- Дэвид Карпентер — Гарри Меннинг
- Нэнси Ленехан — хозяйка радиошоу

## Номинации на кинонаграды
За роль в этом фильме Дайан Китон была номинирована на премию «Золотой глобус» в категории «Лучшая актриса мини-сериала или фильма на ТВ» за 1994 год, но проиграла Джоанн Вудвард, сыгравшей в фильме «Уроки дыхания».